# Lingua Ignota

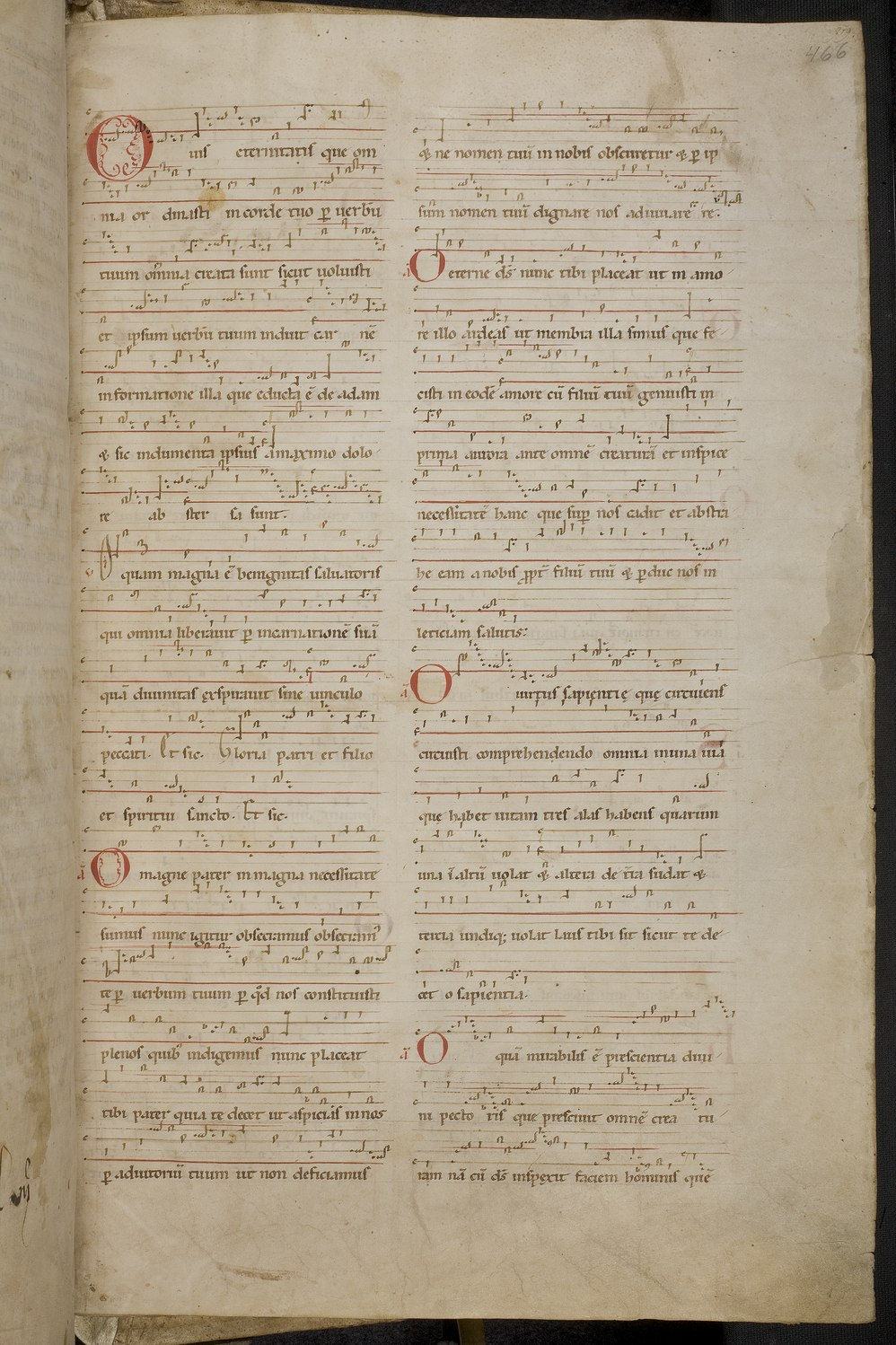
Una pàgina del còdex de Wiesbaden, conegut com a "el còdex gegant", que conté l'obra de Hildegarda de Bingen relativa a la lingua ignota

La lingua ignota és una llengua artificial inventada per la monja, científica i escriptora Hildegarda de Bingen al segle xii. De Bingen és l'única persona de la qual perduren avui escrits usant aquesta llengua. Ella la va descriure, empra un alfabet també inventat, de vint-i-tres lletres, i conté unes mil paraules, de les quals en va fer un glossari en llatí. La utilitzava com a llengua mística, la que tindrien els àngels, i podia intercalar paraules de lingua ignota en els seus escrits, aconseguint un efecte global enigmàtic.
És una de les primeres llengües artificials de la història; és per això que Santa Hildegarda de Bingen és considerada patrona dels esperantistes.
La llengua apareix descrita en un manuscrit de De Bingen en llatí, com a Lingua Ignota per simplicem hominem Hildegardem prolata. Ella n'explica la gramàtica, la sintaxi i el vocabulari, donant sinònims en llatí o en alemany per a afavorir-ne la comprensió. Cercava la bellesa semàntica, l'eufonia i estava dissenyada per a sonar bé a càntics. Gràcies a la correspondència d'amics seus es pot intuir que aquesta llengua era coneguda per més persones. Algunes teories havien indicat que potser es tractava d'alguna mena de llengua secreta. Altres la descriuen com a llengua utòpica i amb un objectiu primari musical. Al segle xix la teoria més estesa suponia que volia ser ideollengua universal. De Bingen escriu que pretén ser una llengua "menys àrida" i "verda".
L'expressió "lingua ignota" és la que de Bingen va usar per a anomenar la llengua que va crear i utilitzar en els seus escrits. És llatí i significa, literalment, "llengua desconeguda".